# Lijst van voetbalinterlands Sao Tomé en Principe - Zuid-Afrika
Deze lijst van voetbalinterlands is een overzicht van alle officiële voetbalwedstrijden tussen de nationale teams van Sao Tomé en Principe en Zuid-Afrika. De landen speelden tot op heden twee keer tegen elkaar. De eerste ontmoeting, een kwalificatiewedstrijd voor de Afrikaans kampioenschap voetbal 2021, werd gespeeld in Durban op 13 november 2020. De laatste ontmoeting, de returnwedstrijd in dezelfde kwalificatiereeks, vond plaats op 16 november 2020 in Port Elizabeth.

## Wedstrijden
| № | Plaats         | Datum            | Competitie                   | Wedstrijd                          | Uitslag |
| - | -------------- | ---------------- | ---------------------------- | ---------------------------------- | ------- |
| 1 | Durban         | 13 november 2020 | Afrika Cup 2021 kwalificatie | Zuid-Afrika – Sao Tomé en Principe | 2 – 0   |
| 2 | Port Elizabeth | 16 november 2020 | Afrika Cup 2021 kwalificatie | Sao Tomé en Principe − Zuid-Afrika | 2 − 4   |

## Samenvatting
| Competitie              | Totaal gespeeld | Winst Sao Tomé en Principe | Gelijk | Winst Zuid-Afrika | Doelsaldo Sao Tomé en Principe – Zuid-Afrika |
| ----------------------- | --------------- | -------------------------- | ------ | ----------------- | -------------------------------------------- |
| Afrika Cup-kwalificatie | 2               | 0                          | 0      | 2                 | 2 − 6                                        |
| Totaal                  | 2               | 0                          | 0      | 2                 | 2 − 6                                        |

Wedstrijden bepaald door strafschoppen worden, in lijn met de FIFA, als een gelijkspel gerekend.
FSF · 
Santomees vrouwenelftal
Interlands
Tegenstander:
Angola ·
Benin ·
Centraal-Afrikaanse Republiek ·
Congo-Brazzaville ·
Equatoriaal-Guinea ·
Ethiopië ·
Gabon ·
Ghana ·
Guinee-Bissau ·
Kaapverdië ·
Kameroen ·
Lesotho ·
Liberia ·
Libië ·
Madagaskar ·
Malawi ·
Marokko ·
Mauritius ·
Namibië ·
Nigeria ·
Oeganda ·
Sierra Leone ·
Soedan ·
Togo ·
Tsjaad ·
Tunesië ·
Zuid-Afrika ·
Zuid-Soedan
SAFA · A-internationals · Bondscoaches · Selecties · Statistieken · Zuid-Afrikaans vrouwenelftal · Olympisch elftal · Zuid-Afrika U21 · Zuid-Afrika U19 · Zuid-Afrika U17
1906 – 1919 ·
1920 – 1929 ·
1930 – 1939 ·
1940 – 1949 · 
1950 – 1959 · 
1960 – 1969 · 
1970 – 1979 · 
1980 – 1989 · 
1990 – 1999 · 
2000 – 2009 · 
2010 – 2019 ·
2020 − 2029
AC 1996 · 
AC 1998 · 
AC 2000 · 
AC 2002 · 
AC 2004 · 
AC 2006 · 
AC 2008 · 
AC 2013
WK 1998 · 
WK 2002 · 
WK 2010
OS 2000 ·
OS 2016 ·
OS 2020
1947 · 
1948–1949 · 
1950 · 
1951-1952 ·
1953 · 
1954 · 
1955 · 
1956–1991 · 
1992 · 
1993 · 
1994 · 
1995 · 
1996 · 
1997 · 
1998 · 
1999 · 
2000 · 
2001 · 
2002 · 
2003 · 
2004 · 
2005 · 
2006 · 
2007 · 
2008 · 
2009 · 
2010 · 
2011 · 
2012 · 
2013 · 
2014 · 
2015 · 
2016 ·
2017 ·
2018 ·
2019 ·
2020 ·
2021 ·
2022 ·
2023 ·
2024
Algerije ·
Andorra ·
Angola ·
Argentinië ·
Australië ·
Benin ·
Bolivia ·
Botswana ·
Brazilië ·
Bulgarije ·
Burkina Faso ·
Burundi ·
Canada ·
Centraal-Afrikaanse Republiek ·
Chili ·
Colombia ·
Comoren ·
Congo-Brazzaville ·
Congo-Kinshasa ·
Costa Rica ·
Denemarken ·
Duitsland ·
Ecuador ·
Egypte ·
Engeland ·
Equatoriaal-Guinea ·
Ethiopië ·
Frankrijk ·
Gabon ·
Gambia ·
Georgië ·
Ghana ·
Guatemala ·
Guinee ·
Guinee-Bissau ·
Honduras ·
Ierland ·
IJsland ·
Irak ·
Israël ·
Italië ·
Ivoorkust ·
Jamaica ·
Japan ·
Kaapverdië ·
Kameroen ·
Kenia ·
Lesotho ·
Liberia ·
Libië ·
Madagaskar ·
Malawi ·
Mali ·
Malta ·
Marokko ·
Mauritanië ·
Mauritius ·
Mexico ·
Mozambique ·
Namibië ·
Nederland ·
Nieuw-Zeeland ·
Niger ·
Nigeria ·
Noord-Korea ·
Noorwegen ·
Oeganda ·
Panama ·
Paraguay ·
Polen ·
Portugal ·
Rwanda ·
Saoedi-Arabië ·
Sao Tomé en Principe ·
Schotland ·
Senegal ·
Servië ·
Seychellen ·
Sierra Leone ·
Slovenië ·
Soedan ·
Spanje ·
Swaziland ·
Tanzania ·
Thailand ·
Trinidad en Tobago ·
Tsjaad ·
Tsjechië ·
Tunesië ·
Turkije ·
Uruguay ·
Verenigde Arabische Emiraten ·
Verenigde Staten ·
Zambia ·
Zimbabwe ·
Zuid-Soedan ·
Zweden
Frankrijk (2010) ·
Mexico (2010) ·
Paraguay (2002) · 
Slovenië (2002) · 
Spanje (2002) · 
Uruguay (2010)